# Association for the Advancement of Creative Musicians

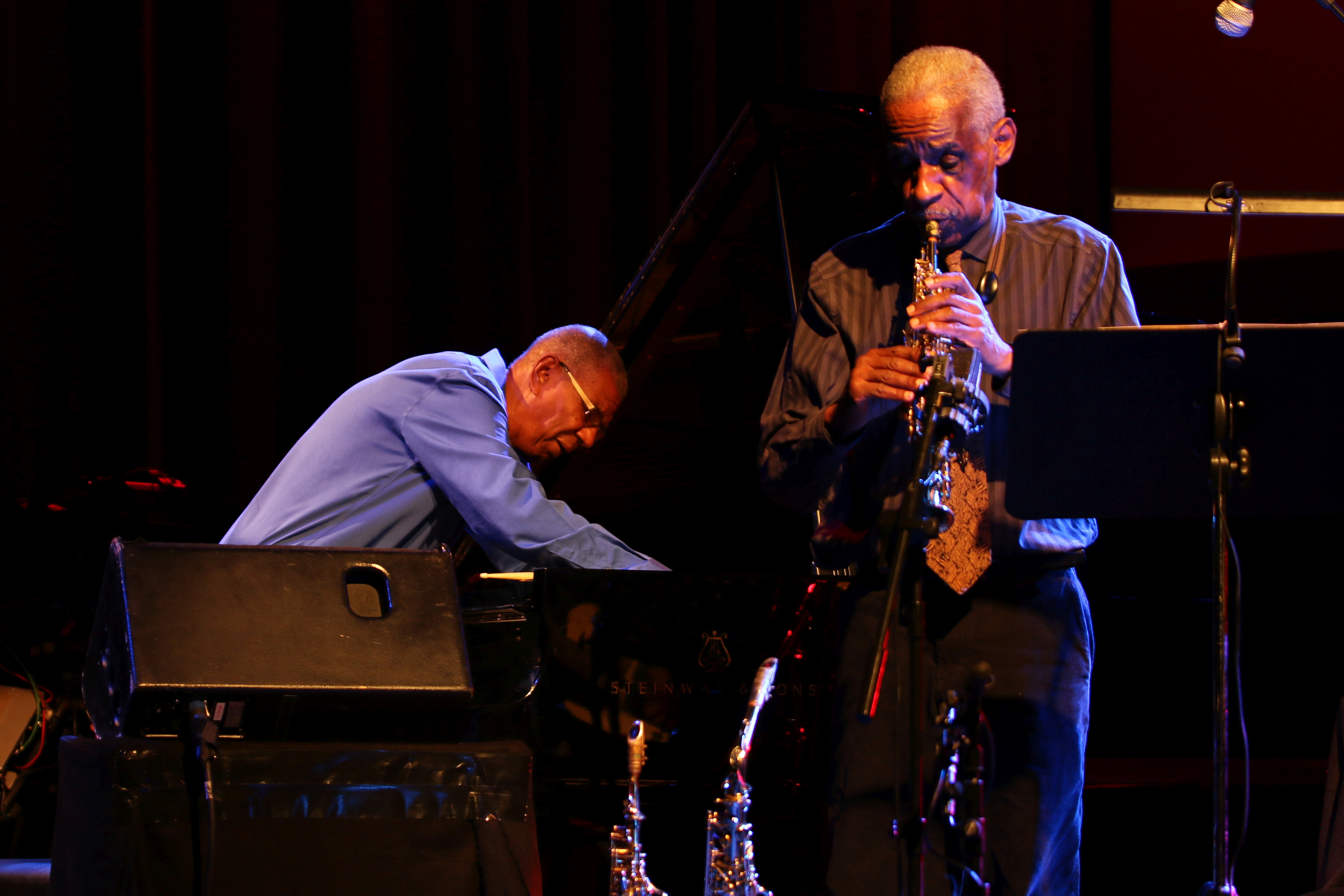
Músicos de jazz Jack DeJohnette y Roscoe Mitchell.

La Association for the Advancement of Creative Musicians (AACM) es una asociación creada en Chicago en 1965 para la ayuda material y defensa de los intereses profesionales de los músicos de jazz de la ciudad, y a la vez crear foros de encuentro entre los compositores, instrumentistas y orquestas, así como favorecer el surgimiento de nuevos músicos creativos e innovadores.

## Historia
La asociación se creó a instancias de Muhal Richard Abrams, miembro fundador de la "Experimental Band" (1963), junto a Malachi Favors y otros músicos. Su proyección inicial fue limitada al área de Chicago. En 1969, buena parte de los músicos de la AACM se trasladaron a Europa, donde consiguieron su primer gran triunfo. Algunos de sus principales grupos, se dieron de hecho a conocer desde París, y grabaron sus primeros discos en Francia y Alemania, a comienzos de la década de 1970.
Durante los años 1970, la AACM fue la cabeza del movimiento free jazz y a final de la década, los polls de críticos de la revist Down Beat, en gran número de categorías instrumentales y colectivas, estaban encabezados por músicos relacionados con la asociación. Fue en esta época cuando la AACM logró verdadero reconocimiento en Estados Unidos.

## Miembros de la AACM
Organizada como una especie de cooperativa, agrupó a prácticamente todos los músicos de free jazz de la zona, más de una cincuentena. Entre ellos:
- Saxofonistas: Anthony Braxton, Roscoe Mitchell, Joseph Jarman, Maurice McIntyre, Fred Anderson, Troy Robinson, Edward Wilkerson, John Stubblefield, Chico Freeman, Henry Threadgill, Wallace McMillan, Edwin Daugherty, Richard Brown y Charles Cochran.
- Trompetas: Frank Gordon, John Jackson, Lester Bowie, Leo Smith y Billy Brimfield.
- Trombonistas: Lester Lashley y George Lewis.
- Pianistas: Christopher Gaddy, Anthony Davis, Claudine Amina Myers y Steve Colson.
- Contrabajistas: Charles Clark, Leonard Jones, Fred Hopkins, Reginald Wallace y Malachi Favors.
- Percusionistas: Thurman Barker, Robert Crowder, Kahil El Zahar, Alvin Fielder, Ajaramu, Phillip Wilson y Jack DeJohnette.
- Además de Leroy Jenkins (violín), Pete Cosey (guitarra), los cantantes Iqua Colson, Penelope Taylor y George Hines, poetas y bailarines.

## Grupos
De la AACM surgieron un buen número de bandas de relieve dentro del free jazz: "Art Ensemble of Chicago", "Afro Arts Ensemble", "Ethnic Heritage Ensemble" o "Air". La música de estas bandas y de los artistas citados, fueron grabadas por Delmark Records y Nessa Records.